# Vile Imbeciles
Vile Imbeciles — британская группа, которую в 2005 году собрал Энди Хаскли (Andy Huxley), бывший участник коллектива «The Eighties Matchbox B-Line Disaster». 
На сегодняшний день в составе Vile Imbeciles играют:
- Andy Huxley (гитара, вокал)
- Caspian Rospigliosi (гитара, бек-вокал)
- Evan Reinhold (барабаны)
- Deen Lim (бас-гитара)
- Liam Dowling (синтезатор)

## Жанр
Музыка Vile Imbeciles является комбинацией стилей funk, post-rock, metal и avant-garde. Музыкальные критики характеризуют стиль группы как «junk funk» and «death jazz», указывая на особое смешение музыкальных стилей.

## Биография группы
В первый состав группы Vile Imbeciles входили Andy Huxley, James Hair и Bertie Lean. Дебютный альбом «...Ma» вышел 4 июня 2007 года на лейбле White Heat Records. Вскоре после этого 18 июня 2007 года был выпущен сингл «Slack Hands».
Работу над новым альбомом с рабочим названием «Life Doesn't Get Any Better Than This. It Gets Worse» группа закончила в конце 2007 года.
14 июля 2008 года группа представила свой второй альбом под названием «Queenie Was A Blonde» на лейбле Tea Vee Eye Records. В записи альбома помог Caz Rospigliosi. Первый сингл из вышедшего альбома под названием «Bad Ideas» вышел 18 августа 2008 года.
В декабре 2009 года басист Hair объявил о своем уходе из группе, несмотря на проделанную работу для нового студийного альбома. В начале 2010 года к Vile Imbeciles присоединилось ещё два участника Deen Lim и Liam Dowling. Новый альбом «D is for W» был выпущен в октябре 2011 года. В поддержку нового релиза группа провела масштабный концертный тур по Великобритании.

## Дискография

### Альбомы
| Дата выхода альбома | альбом               | Участники                                   |
| ------------------- | -------------------- | ------------------------------------------- |
| 4 Июня 2007         | …Ma                  | Hair, Huxley, Lean                          |
| 14 Июля 2008        | Queenie Was A Blonde | Hair, Huxley, Lean, Rospigliosi             |
| 16 Марта 2009       | Death Jazz           | Hair, Huxley, Lean, Reinhold, Rospigliosi   |
| 3 Октября 2011      | D Is For W           | Dowling, Huxley, Lim, Reinhold, Rospigliosi |

### Синглы
| Дата выхода сингла | Название             | Альбом               |
| ------------------ | -------------------- | -------------------- |
| 18 Июнь 2007       | «Slack Hands»        | …Ma                  |
| 18 Августа 2008    | «Bad Ideas»          | Queenie Was A Blonde |
| 16 Марта 2009      | «Jennifer» / «Tramp» | Queenie Was A Blonde |

## Видео
Дебютная видеоработа Vile Imbeciles вышла на композицию «Slack Hands».
Второй клип на песню «Bad Ideas» вышел 9 июля. Над его созданием работал Chris Moore. В нем также можно увидеть нового гитариста Caz Rospigliosi.
Видеоклип на песню «Jennifer» увидел мир 12 января 2009 года. Его режиссёром стал Jack Dixon и Millie Harvey.
19 Января 2009 года группа презентовала новое видео «Tramp».

## Интересные факты
- Третий альбом «D is for W» за три дня обогнал по продажам альбомы Sting, Radiohead и Peter Gabriel;
- Основатель группы Энди Хаксли в прошлом играл в группе «The Eighties Matchbox B-Line Disaster»;